# Aéroport international de Dubaï
L'aéroport international de Dubaï (code IATA : DXB • code OACI : OMDB ; arabe : مطار دبي الدولي — romanisation : Matar Dubaï el Dawlyy ; en anglais : Dubai International Airport) est le plus important aéroport international des Émirats arabes unis, desservant la ville de Dubaï. Avec 87 millions de passagers en 2023, l'aéroport international de Dubaï est le 2e le plus fréquenté du monde, après Atlanta H.-Jackson, ainsi que le plus fréquenté du Moyen-Orient.
Il est situé à proximité de la zone résidentielle d'Al Garhoud, à 2,5 milles marins (4,6 km ; 2,9 mi) à l'est de Dubaï, s'étendant sur une superficie de 7 200 acres (2 900 ha) de terrain. Il sert de plate-forme de correspondance à la compagnie aérienne Emirates.

## Présentation

Plan de l'aéroport.

L'aéroport comporte trois terminaux :
Le terminal 1 (aussi connu sous le nom Rashid Terminal Sheikh) a été ouvert en 2000. Le Hall C mesure environ 800 mètres de long et est relié à l'aérogare 1 (zone d'enregistrement) par un long souterrain de 300 mètres contenant des tunnels roulants (navettes).
À l'heure actuelle, près de 100 compagnies aériennes opèrent de ce terminal. Le terminal 1 a la capacité de traiter 40 millions de passagers annuellement (Concourse C+D).
Le terminal 2 a été inauguré le 1er mai 1998. Ce terminal est prévu pour des vols charter et dessert des destinations régionales.
À l'heure actuelle, quelque 50 compagnies aériennes opèrent de ce terminal. Sa capacité de passagers est de 10 millions de passagers par an.
Le terminal 3 a ouvert ses portes le 14 octobre 2008 et ambitionne de devenir « l'opulence personnifiée ». Avec ses 1 500 000 m2 au sol, il fait partie des bâtiments les plus grands du monde. Sa capacité annuelle est de 43 millions de passagers. Architecturalement, il adopte la forme d'une aile d'avion et fait un kilomètre de long. L’aérogare A, composée de vingt portes d’embarquement, est destinée à accueillir exclusivement les A380 d’Emirates. Ses 15 000 m2 de surface commerciale ont permis de doubler l'espace marchand de l'aéroport de Dubaï.

## Situation
| \| 50 km1:5 270 000 \| Abou Dabi Al-Aïn Al Maktoum Dalma Dubaï Ras el Khaïmah Charjah Al Dhafra Al Minhad Sir Bani Yas Fujaïrah |
| 50 km1:5 270 000 |

## Fréquentation
Dubaï s’est imposé comme le premier aéroport au monde pour le nombre de passagers internationaux, devant Londres, mardi 27 janvier 2015. Avec 70,5 millions de passagers internationaux en transit en 2014 (soit 6,1 % de plus qu’en 2013), Dubaï prend la première place du classement lorsque la seconde est occupée par l’aéroport de Heathrow à Londres.
En 2018, il se place à la troisième place du classement des aéroports les plus fréquentés du monde selon le classement annuel d'Airports Council International. Durant l'exercice 2017 ce sont 88 millions de voyageurs qui sont passés par l'aéroport de Dubaï. Il se place derrière l'aéroport d'Atlanta (104 millions de voyageurs) et celui de Pékin .
Le graphique qui aurait dû être présenté ici ne peut pas être affiché car il utilise l'ancienne extension Graph, désactivée pour des questions de sécurité. Des indications pour créer un nouveau graphique avec la nouvelle extension Chart sont disponibles ici.

Voir la requête brute et les sources sur Wikidata.
L'aéroport international de Dubaï a connu une croissance importante du trafic passager et fret dans la décennie passée. Entre 1997 et 2015, le nombre total des passagers en transit a augmenté de 815 %.
| Année | Passagers  | Évolution (en %) | Fret (en tonnes) | Évolution (en %) | Décollages / atterrissages | Évolution (en %) |
| ----- | ---------- | ---------------- | ---------------- | ---------------- | -------------------------- | ---------------- |
| 1997  | 9 108 766  | 13,7 %           | 414 468          | n/a              | 112 816                    | n/a              |
| 1998  | 9 732 202  | 6,8 %            | 431 777          | 4,2 %            | 123 352                    | 9,3 %            |
| 1999  | 10 754 824 | 10,5 %           | 474 779          | 9,9 %            | 132 708                    | 7,6 %            |
| 2000  | 12 320 660 | 14,6 %           | 562 591          | 18,5 %           | 141 281                    | 6,5 %            |
| 2001  | 13 508 073 | 9,6 %            | 610 867          | 8,6 %            | 134 165                    | -5,0 %           |
| 2002  | 15 973 391 | 18,3 %           | 764 193          | 25,1 %           | 148 334                    | 10,6 %           |
| 2003  | 18 062 344 | 13,1 %           | 928 758          | 21,5 %           | 168 511                    | 13,6 %           |
| 2004  | 21 711 883 | 13,7 %           | 1 111 647        | 19,6 %           | 195 820                    | 16,2 %           |
| 2005  | 24 782 288 | 14,1 %           | 1 333 014        | 19,9 %           | 217 165                    | 10,9 %           |
| 2006  | 28 788 726 | 16,2 %           | 1 410 963        | 5,8 %            | 237 258                    | 9,3 %            |
| 2007  | 34 340 000 | 19,3 %           | 1 668 505        | 18,2 %           | 260 530                    | 9,8 %            |
| 2008  | 37 441 440 | 9,0 %            | 1 824 991        | 9,4 %            | n/a                        | n/a              |
| 2009, | 40 900 129 | 9,2 %            | 1 932 486        | 5,9 %            | n/a                        | n/a              |
| 2010, | 47 180 628 | 15,3 %           | 2 270 498        | 17,5 %           | n/a                        | n/a              |
| 2011  | 50 977 960 | 8 %              | 2 194 264        | -3,4 %           | 326 317                    | n/a              |
| 2012  | 57 684 550 | 13,2 %           | 2 279 624        | 3,9 %            | 344 245                    | 5,5 %            |
| 2013  | 66 431 533 | 15,2 %           | 2 435 567        | 6,8 %            | 369 953                    | 7,5 %            |
| 2014  | 70 475 636 | 6,1 %            | 2 367 574        | -3.1 %           | 357 339                    | -3,4 %           |
| 2015  | 78 014 841 | 10,7 %           | 2 506 092        | 3.4 %            | 403 517                    | 12,9 %           |
| 2016  | 83 654 250 | 7,23 %           | 2 592 454        | 3,4 %            | n/a                        | n/a              |
| 2017  | 88 242 099 | 5,5 %            | 2 654 494        | 2.4 %            | n/a                        | n/a              |
| 2018  | 89 149 387 | 1,0 %            | 2 640 000        | -0.5 %           | 408 000                    | n/a              |
| 2019  | 86 400 000 | 3,1 %            | 2 514 918        | -4.8 %           | 373 261                    | -8.6 %           |
| 2020  | 25 900 000 | 70.0 %           | 1 932 000        | -23.2 %          | 183 993                    | -51.4 %          |
| 2021  | 29 110 609 | 12.7 %           | 2 319 185        | 20.0 %           | 233 375                    | 28.1 %           |
| 2022  | 66 069 981 | 127 %            | 1 727 815        | -25.5 %          | 343 339                    | 47 %             |
| 2023  | 86 994 365 | 31.7 %           | 1 805 898        | 4.5 %            | 416 405                    | 21.3 %           |
| 2024  | 92 300 000 | 6.1 %            | 2 200 000        | 21.8 %           | 440 300                    | 5.7 %            |

## Compagnies aériennes et destinations
Avec des connexions vers 272 destinations dans 107 pays desservies par 106 compagnies aériennes internationales, l'aéroport de Dubai est l'un des aéroports les plus connectés au monde.

### Passagers
| Compagnies                      | Destinations |
| ------------------------------- | --- |
| Aeroflot                        | Moscou Chérémétiévo |
| African Express Airways         | Berbera, Hargeisa, Mogadiscio-Aden Adde (Petrella), Nairobi-J. Kenyatta, Wajir (en) |
| Air Algérie                     | Alger-Houari-Boumédiène |
| Air Astana                      | Almaty, Noursoultan |
| Airblue                         | Islamabad-Benazir Bhutto, Lahore-Allama Iqbal, Peshawar, Multan |
| Air Canada                      | Toronto (Pearson) |
| Air China                       | Pékin-Capitale, Chongqing-Jiangbei |
| Air France                      | Paris-Charles de Gaulle |
| Air India                       | Bangalore-Kempegowda, Madras (Chennai), Delhi-Indira Gandhi, Goa-Dabolim, Hyderabad-R. Gandhi, Cochin, Kozhikode-Calicut, Bombay-Chhatrapati-Shivaji, Vishakhapatnam |
| Air India Express               | Amritsar-Guru-Ram-Das, Delhi-Indira Gandhi, Jaipur, Cochin, Kozhikode-Calicut, Lucknow-Amausi, Mangalore, Bombay-Chhatrapati-Shivaji, Pune, Trivandrum, Trichy-Tiruchirapally |
| Ariana Afghan Airlines          | Kaboul, Kandahar |
| Azur Air                        | Moscou-Vnoukovo |
| Azerbaijan Airlines             | Bakou-H. Aliyev |
| Badr Airlines                   | Khartoum |
| Biman Bangladesh Airlines       | Chittagong, Dacca-Shah Jalal |
| British Airways                 | Londres-Heathrow |
| Cathay Pacific                  | Manama-Bahreïn, Hong Kong |
| Cebu Pacific Air                | Manille-N. Aquino |
| China Eastern Airlines          | Kunming-Changshui, Shanghai-Pudong , Qingdao-Jiaodong |
| China Southern Airlines         | Canton-Baiyun, Lanzhou, Shenzhen-Bao'an, Ürümqi-Diwopu, Wuhan |
| Daallo Airlines                 | Hargeisa, Mogadiscio-Aden Adde (Petrella) |
| EgyptAir                        | Le Caire |
| Emirates                        | - Abidjan-F.-H.-Boigny, - Abuja-N. Azikiwe, - Accra-Kotoka, - Addis-Abeba Bole, - Adélaïde, - Ahmedabad-Sardar-Vallabhbhai-Patel, - Alger-Houari-Boumédiène, - Amman-Reine-Alia, - Amsterdam, - Athènes E.-Venizélos, - Auckland, - Bagdad, - Manama-Bahreïn, - Bangkok-Suvarnabhumi, - Barcelone-El Prat, - Bassorah, - Pékin-Capitale, - Beyrouth-Rafic Hariri, - Bangalore-Kempegowda, - Birmingham, - Bologne-Borgo Panigale, - Boston Logan, - Brisbane, - Bruxelles-National, - Budapest-Ferenc Liszt, - Buenos Aires-Ezeiza, - Le Caire, - Le Cap, - Casablanca-Mohammed-V, - Mactan-Cebu, - Madras (Chennai), - Chicago-O'Hare, - Christchurch, - Clark, - Colombo-Bandaranaike, - Conakry, - Copenhague-Kastrup, - Dakar-B. Diagne, - Dallas-Fort Worth, - Damas, - Dammam-roi Fahd, - Dar es Salam-J. Nyerere, - Delhi-Indira Gandhi, - Denpasar-Bali, - Dacca-Shah Jalal, - Dublin, - Durban-King Shaka, - Düsseldorf, - Édimbourg, - Entebbe, - Faro, - Fort Lauderdale-Hollywood, - Francfort, - Genève-Cointrin, - Glasgow, - Canton-Baiyun, - Hambourg-H.-Schmidt, - Hanoï-Nội Bài, - Harare, - Hô Chi Minh Ville (Tân Sơn Nhất), - Hong Kong, - Houston-George Bush, - Hyderabad-R. Gandhi, - Islamabad-Benazir Bhutto, - Istanbul, - Istanbul-S. Gökçen, - Djakarta-S.-Hatta, - Djeddah - Roi-Abdelaziz, - Johannesbourg OR Tambo, - Kaboul, - Karachi-Jinnah, - Khartoum, - Cochin, - Calcutta-N. S. C. Bose, - Kuala Lumpur, - Koweït, - Lagos-Murtala Muhammed, - Lahore-Allama Iqbal, - Larnaca, - Lisbonne-H. Delgado, - Londres-Gatwick, - Londres-Heathrow, - Londres-Stansted, - Los Angeles, - Luanda-Quatro de Fevereiro, - Lusaka, - Lyon-Saint-Exupéry, - Madrid-Barajas, - Mahé-Seychelles international, - Malé Velana, - Malte, - Manchester, - Manille-N. Aquino, - Maurice-Sir Seewoosagur Ramgoolam, - Médine-Prince M. Bin Abdulaziz, - Melbourne-Tullamarine, - Montréal (P.-E.-Trudeau), - Milan-Malpensa, - Moscou-Domodédovo, - Bombay-Chhatrapati-Shivaji, - Munich-F. J. Strauß, - Mascate, - Nairobi-J. Kenyatta, - New York-John F. Kennedy, - Newark-Liberty, - Newcastle, - Nice-Côte d'Azur, - Orlando, - Osaka-Kansai, - Oslo-Gardermoen, - Paris-Charles de Gaulle, - Perth, - Peshawar, - Phuket, - Phnom Penh, - Prague-Václav-Havel, - Rio de Janeiro/Galeão, - Riyad-roi Khaled, - Rome Léonard-de-Vinci/Fiumicino, - Saint-Pétersbourg-Poulkovo, - San Francisco, - São Paulo/Guarulhos, - Santiago du Chili-A.-M.-Benítez, - Seattle-Tacoma, - Séoul-Incheon, - Shanghai-Pudong, - Sialkot, - Singapour-Changi, - Stockholm-Arlanda, - Sydney-K. Smith, - Taïwan-Taoyuan, - Téhéran-Imam-Khomeini, - Tel Aviv - Ben Gourion, - Trivandrum, - Tokyo-Haneda, - Tokyo-Narita, - Toronto (Pearson), - Tunis-Carthage, - Venise - Marco Polo, - Vienne-Schwechat, - Varsovie-Chopin, - Washington-Dulles, - Rangoun (Yangon), - Zurich En saison :*Zagreb-Pleso |
| Enter Air                       | En saison : Katowice-Pyrzowice, Varsovie-Chopin |
| Ethiopian Airlines              | Addis-Abeba Bole |
| Finnair                         | En saison : Helsinki-Vantaa |
| Fly Cham                        | Damas |
| Flydubai                        | - Abha, - Addis-Abeba Bole, - Ahmedabad-Sardar-Vallabhbhai-Patel, - Ahvaz, - Borg El Arab, - Almaty, - Amman-Reine-Alia, - Achgabat, - Asmara, - Noursoultan, - Bagdad, - Bâle-Mulhouse, - Manama-Bahreïn, - Bakou-H. Aliyev, - Bassorah, - Beyrouth-Rafic Hariri, - Belgrade-Nikola-Tesla, - Bichkek Manas, - Bratislava-M. R. Štefánik, - Bucarest-H. Coandă, - Catane-Fontanarossa, - Madras (Chennai), - Colombo-Bandaranaike, - Damas, - Dammam-roi Fahd, - Dar es Salam-J. Nyerere, - Delhi-Indira Gandhi, - Djibouti-Ambouli, - Douchanbé, - Entebbe, - Erbil, - Faisalabad, - Buraydah, - Haïl, - Hargeisa, - Helsinki-Vantaa, - Hyderabad-R. Gandhi, - Ispahan-S. Beheshti, - Istanbul-S. Gökçen, - Jizan, - Djeddah - Roi-Abdelaziz, - Djouba, - Kaboul, - Karachi-Jinnah, - Katmandou-Tribhuvan, - Kazan, - Khartoum, - Kilimandjaro, - Kinshasa-N'djili, - Cochin, - Cracovie-Jean-Paul II, - Krasnodar-Pashkovsky, - Koweït, - Larestan (en), - Lucknow-Amausi, - Makhatchkala, - Mechhed-Shahid H. Nejad, - Médine-Prince M. Bin Abdulaziz, - Mineralniye Vody, - Moscou Chérémétiévo, - Moscou-Vnoukovo, - Multan, - Bombay-Chhatrapati-Shivaji, - Mascate, - Nadjaf, - Port-Soudan, - Prague-Václav-Havel, - Quetta, - Riyad-roi Khaled, - Rostov-sur-le-Don/Platov, - Al Jawf, - Salalah, - Samara-Kouroumotch, - Sarajevo-Butmir, - Chiraz-Shahid Dastghaib, - Chimkent , - Sialkot, - Skopje, - Sotchi-Adler, - Sofia-Vrajdebna, - Souleimaniye, - Tabuk, - Taëf, - Tbilissi-C. Roustavéli, - Trivandrum, - Oufa, - Voronej (en), - Iékaterinbourg-Koltsovo, - Erevan-Zvarnots, - Zanzibar En saison : - Batoumi-A. Kartveli, - Dubrovnik, - Koutaïssi-David-IV, - Qəbələ, - Tivat, - Zagreb-Pleso |
| Flynas                          | Dammam-roi Fahd, Djeddah - Roi-Abdelaziz, Riyad-roi Khaled |
| Gulf Air                        | Manama-Bahreïn |
| IndiGo                          | - Ahmedabad-Sardar-Vallabhbhai-Patel, - Amritsar-Guru-Ram-Das, - Bangalore-Kempegowda, - Chandigarh, - Madras (Chennai), - Delhi-Indira Gandhi, - Hyderabad-R. Gandhi, - Cochin, - Kozhikode-Calicut, - Bombay-Chhatrapati-Shivaji, - Trivandrum |
| Iran Air                        | Bandar Abbas, Ispahan-S. Beheshti, Chiraz-Shahid Dastghaib, Téhéran-Imam-Khomeini |
| Iraqi Airways                   | Bagdad, Bassorah, Erbil, Nadjaf |
| ITA Airways                     | Rome Léonard-de-Vinci/Fiumicino |
| Jazeera Airways                 | Koweït |
| Jubba Airways                   | Bosaso, Hargeisa, Mogadiscio-Aden Adde (Petrella) |
| Kam Air                         | Kaboul |
| Karun Airlines                  | Ahvaz |
| Kenya Airways                   | Nairobi-J. Kenyatta |
| Kish Air                        | Bandar Abbas, Île de Kish, Chiraz-Shahid Dastghaib |
| KLM                             | Amsterdam |
| Korean Air                      | Séoul-Incheon |
| Kuwait Airways                  | Koweït |
| Lufthansa                       | Francfort |
| Mahan Air                       | Mechhed-Shahid H. Nejad, Chiraz-Shahid Dastghaib, Téhéran-Imam-Khomeini |
| Middle East Airlines            | Beyrouth-Rafic Hariri |
| Nepal Airlines                  | Katmandou-Tribhuvan |
| Norwegian Air Shuttle           | En saison : Copenhague-Kastrup, Helsinki-Vantaa, Oslo-Gardermoen, Stockholm-Arlanda |
| Oman Air                        | Mascate, Salalah |
| Pakistan International Airlines | Islamabad-Benazir Bhutto, Karachi-Jinnah, Lahore-Allama Iqbal, Peshawar |
| Pegasus Airlines                | Istanbul-S. Gökçen |
| Philippine Airlines             | Manille-N. Aquino |
| Qatar Airways                   | Doha-Hamad |
| Qeshm Airlines                  | Qechm, Téhéran-Imam-Khomeini |
| Rossiya                         | En saison charter : Moscou-Vnoukovo, Iékaterinbourg-Koltsovo |
| Royal Air Maroc                 | Casablanca-Mohammed-V |
| Royal Brunei Airlines           | Bandar Seri Begawan |
| Royal Jordanian                 | Amman-Reine-Alia |
| Rwandair                        | Kigali, Mombasa-Moi |
| S7 Airlines                     | Novossibirsk-Tolmatchevo |
| SalamAir                        | Mascate |
| Saudia                          | Dammam-roi Fahd, Djeddah - Roi-Abdelaziz, Médine-Prince M. Bin Abdulaziz, Riyad-roi Khaled |
| Sichuan Airlines                | Chengdu-Shuangliu, Yinchuan Hedong |
| Singapore Airlines              | Singapour-Changi |
| SmartWings                      | Prague-Václav-Havel |
| Somon Air                       | Douchanbé |
| SpiceJet                        | Ahmedabad-Sardar-Vallabhbhai-Patel, Amritsar-Guru-Ram-Das, Delhi-Indira Gandhi, Jaipur, Cochin, Kozhikode-Calicut, Madurai, Mangalore, Bombay-Chhatrapati-Shivaji, Pune |
| SriLankan Airlines              | Colombo-Bandaranaike |
| Swiss International Air Lines   | Mascate, Zurich |
| Syrian Air                      | Alep, Damas |
| Thai Airways                    | Bangkok-Suvarnabhumi |
| Transaero                       | Moscou-Domodédovo, Saint-Pétersbourg-Poulkovo |
| Transavia                       | En saison : Amsterdam |
| Turkish Airlines                | Istanbul , Istanbul-S. Gökçen |
| Turkmenistan Airlines           | Achgabat |
| Ural Airlines                   | Tcheliabinsk-Balandino, Iékaterinbourg-Koltsovo En saison : Moscou-Domodédovo, Samara-Kouroumotch |
| Yamal Airlines                  | En saison : Tioumen-Roshchino |

Édité le 07/12/2018

## Incidents et accidents
- 3 septembre 2010 : Un Boeing 747F effectuant le Vol UPS Airlines 6 s'écrase, peu après le décollage, à proximité de l'aéroport tuant ses 2 membres d'équipage.
- Le 3 août 2016 aux environs de 12 h 45 un Boeing 777-300 d'Emirates en provenance de Thiruvananthapuram (Inde) s'écrase sur la piste et s'enflamme. Aucun des 282 membres d'équipage et passagers n'est blessé mais un pompier décèdera lors de l'intervention[45].

## Galerie

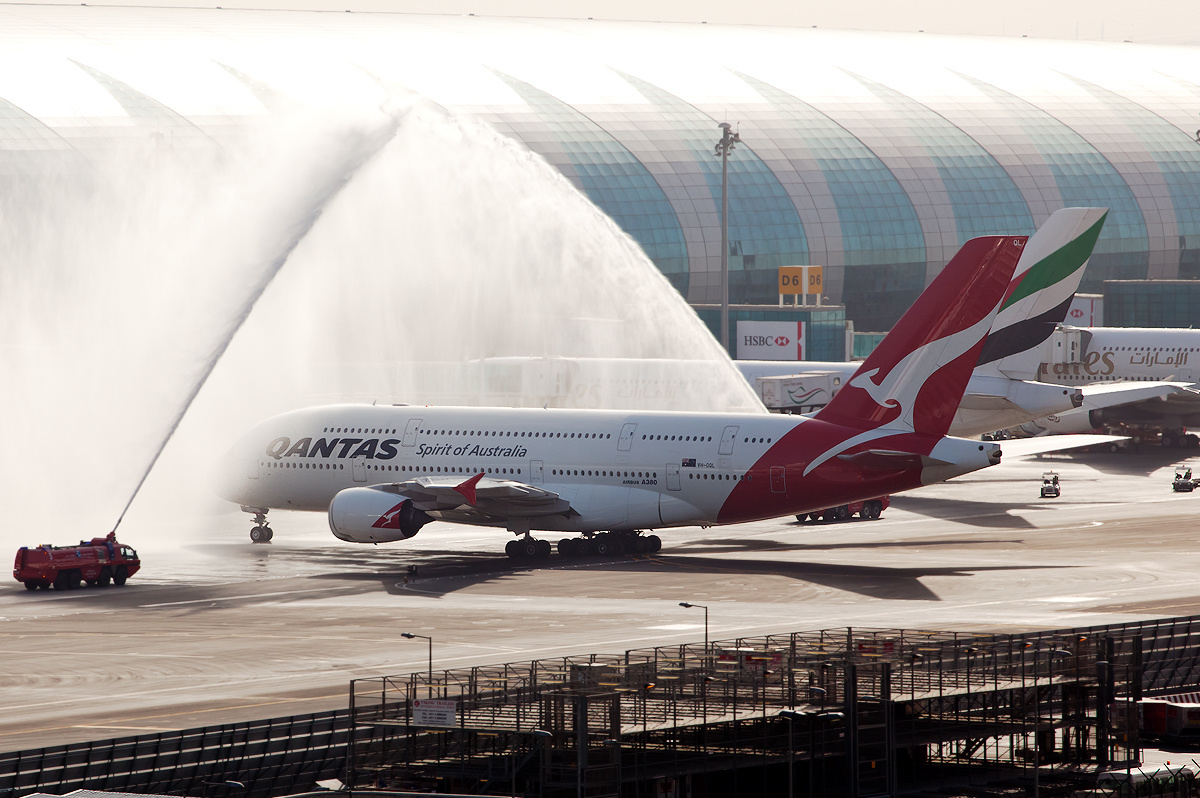
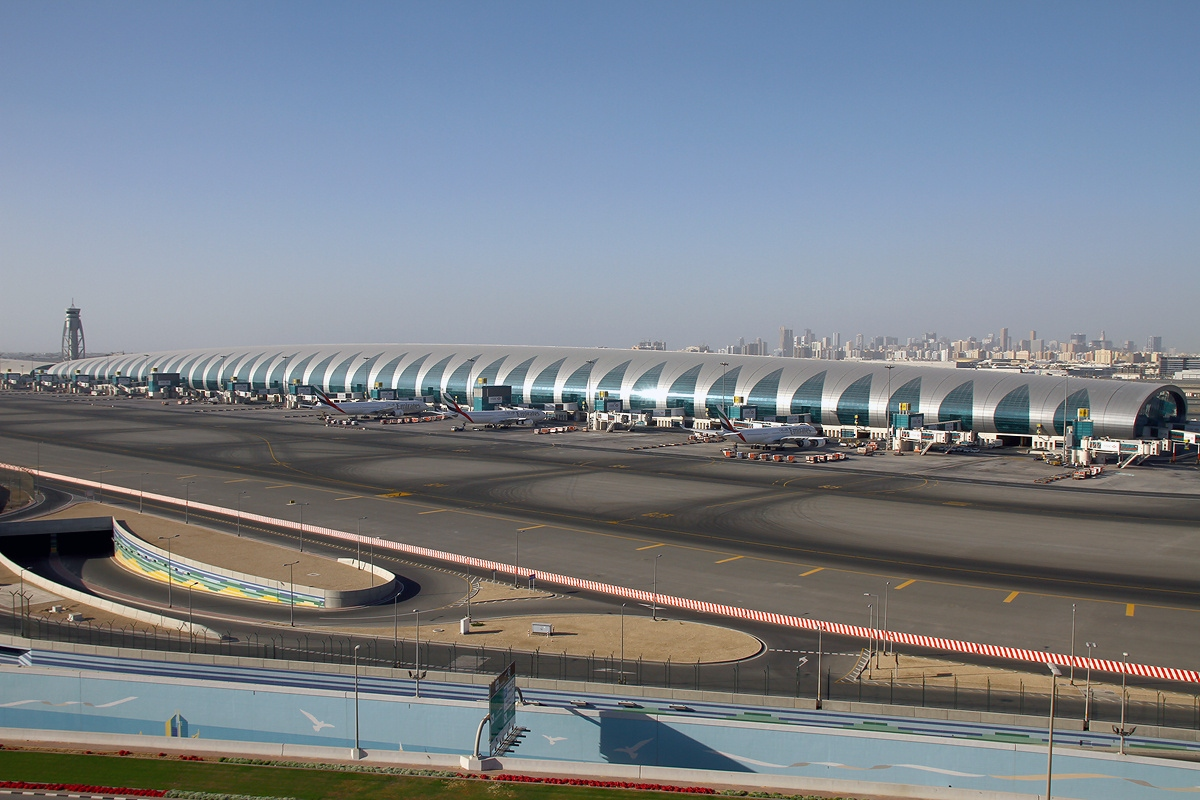
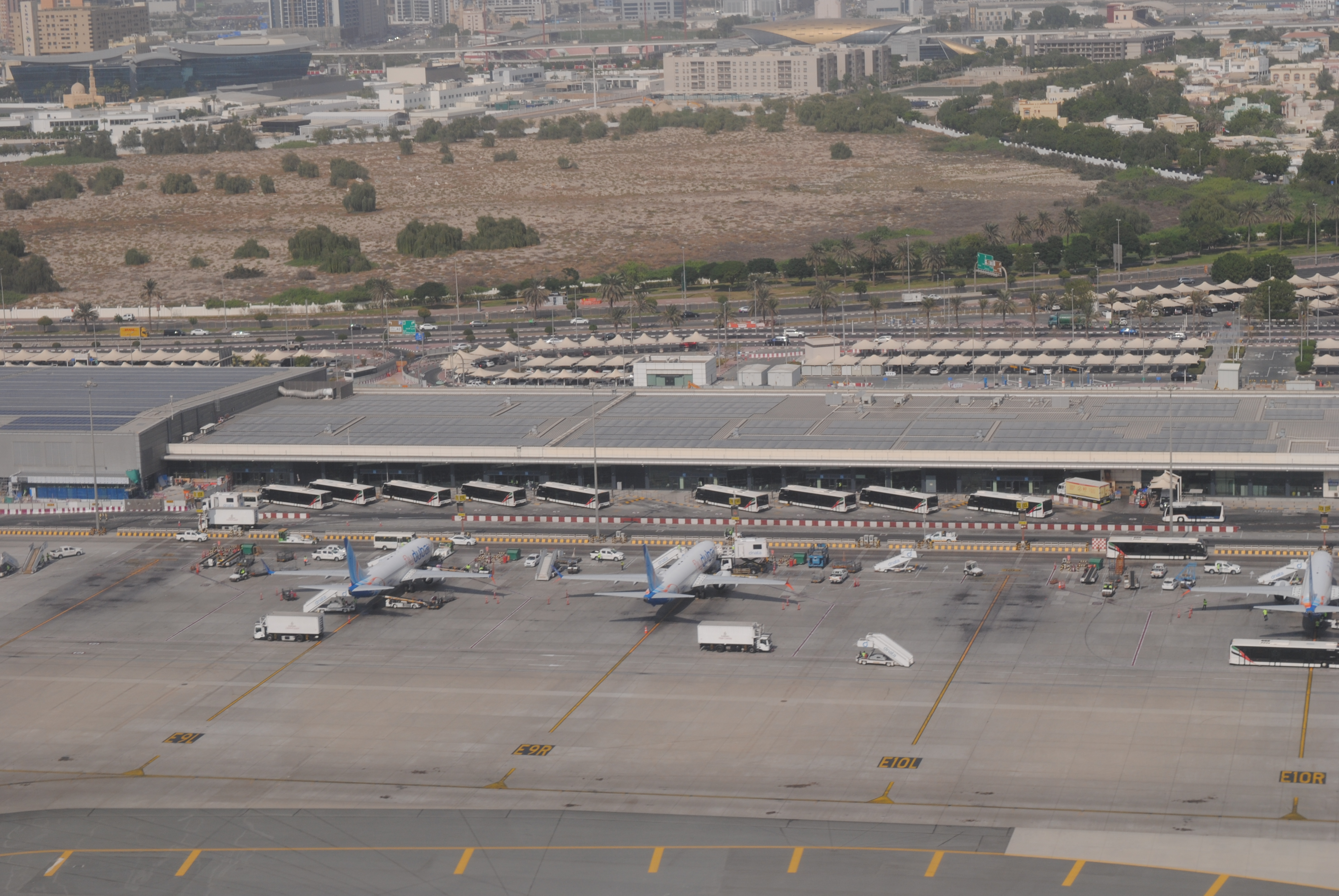
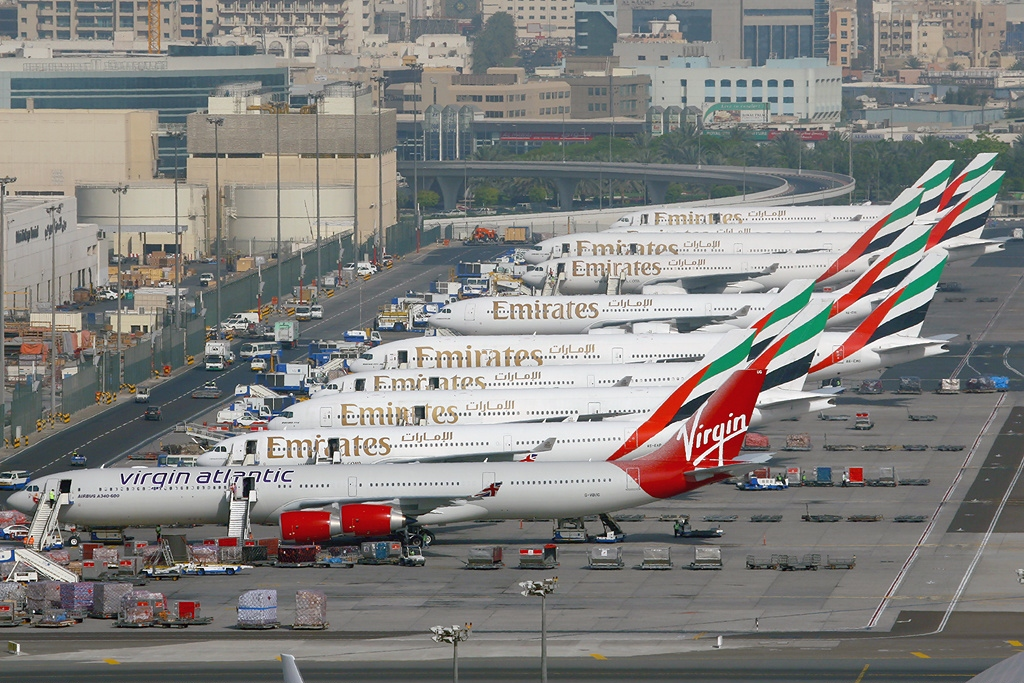
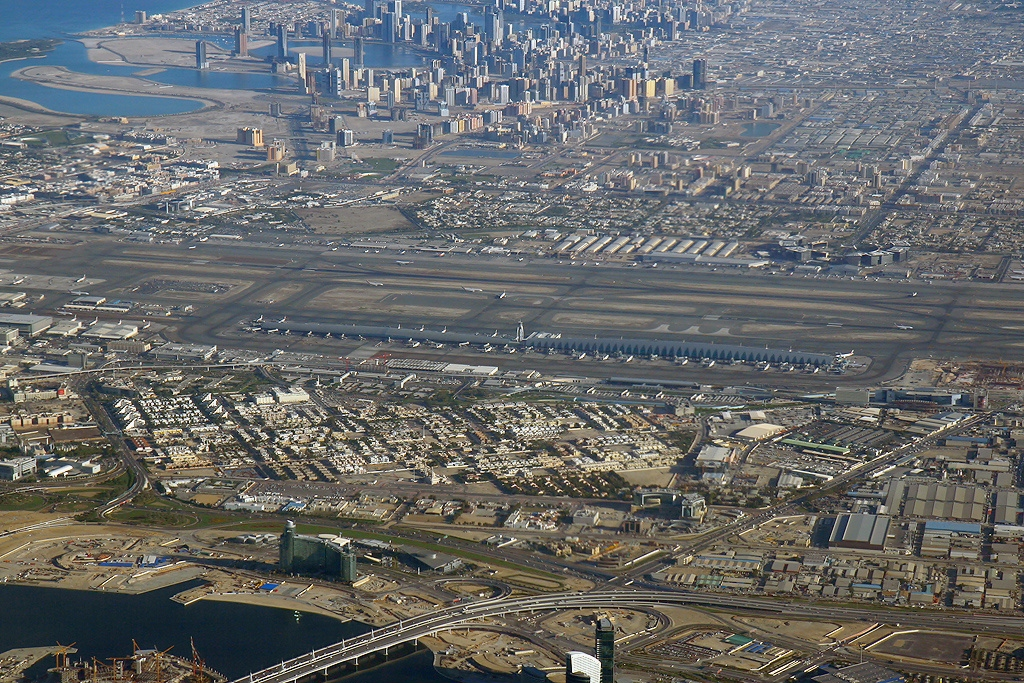
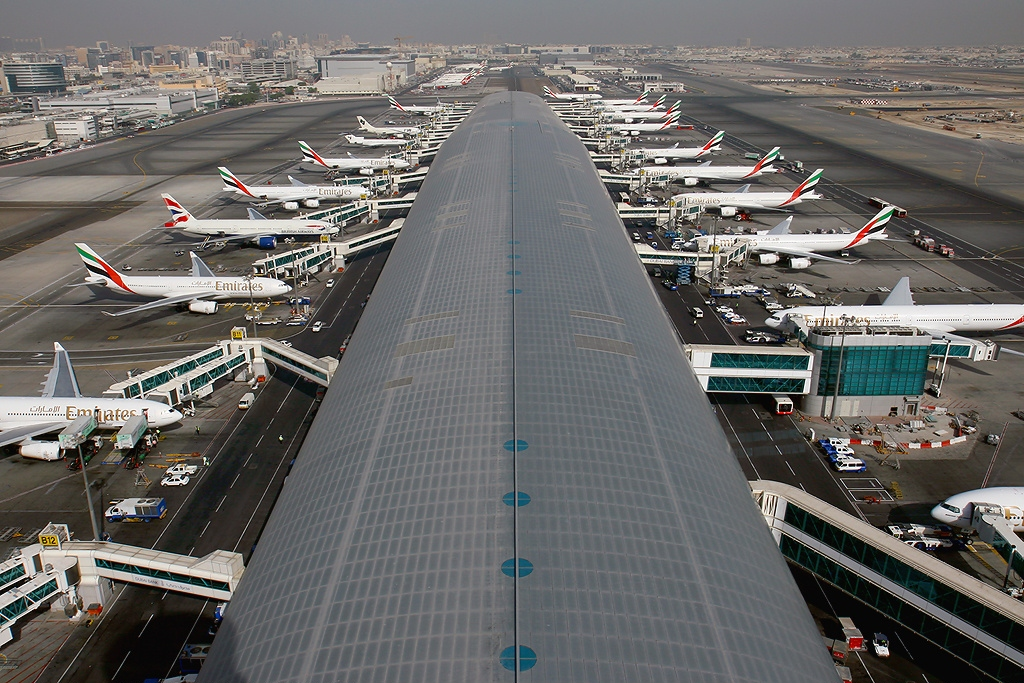
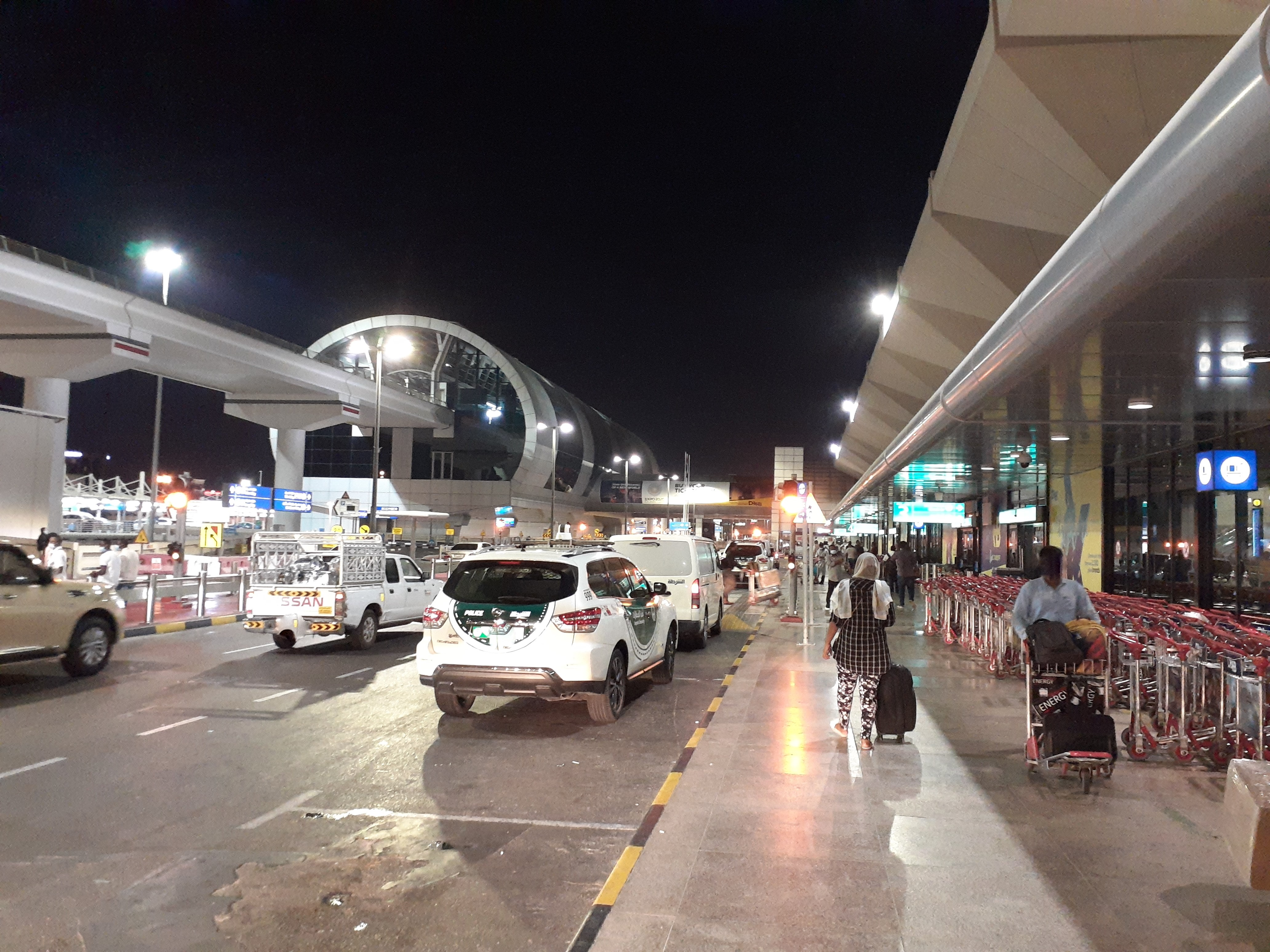
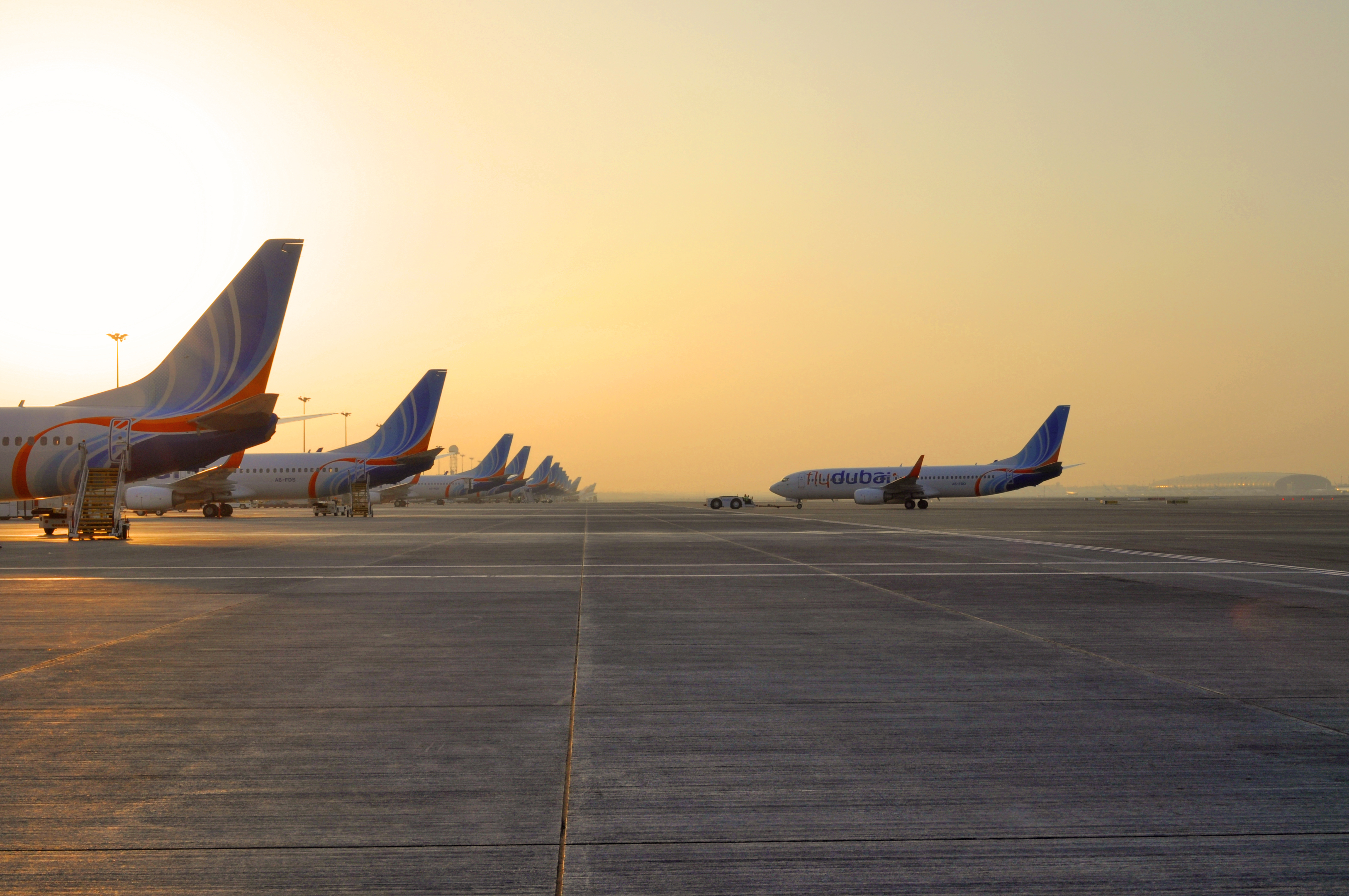
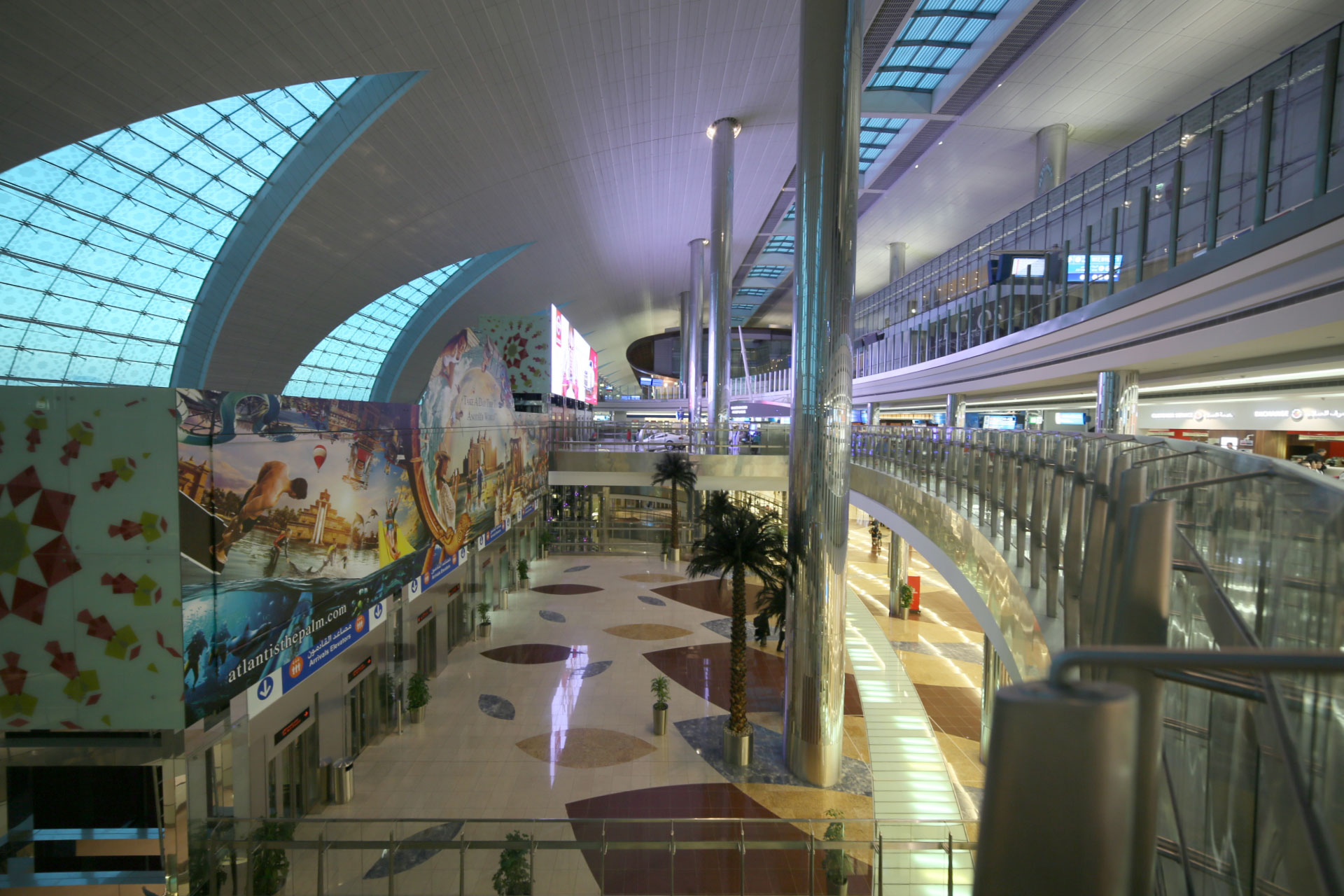
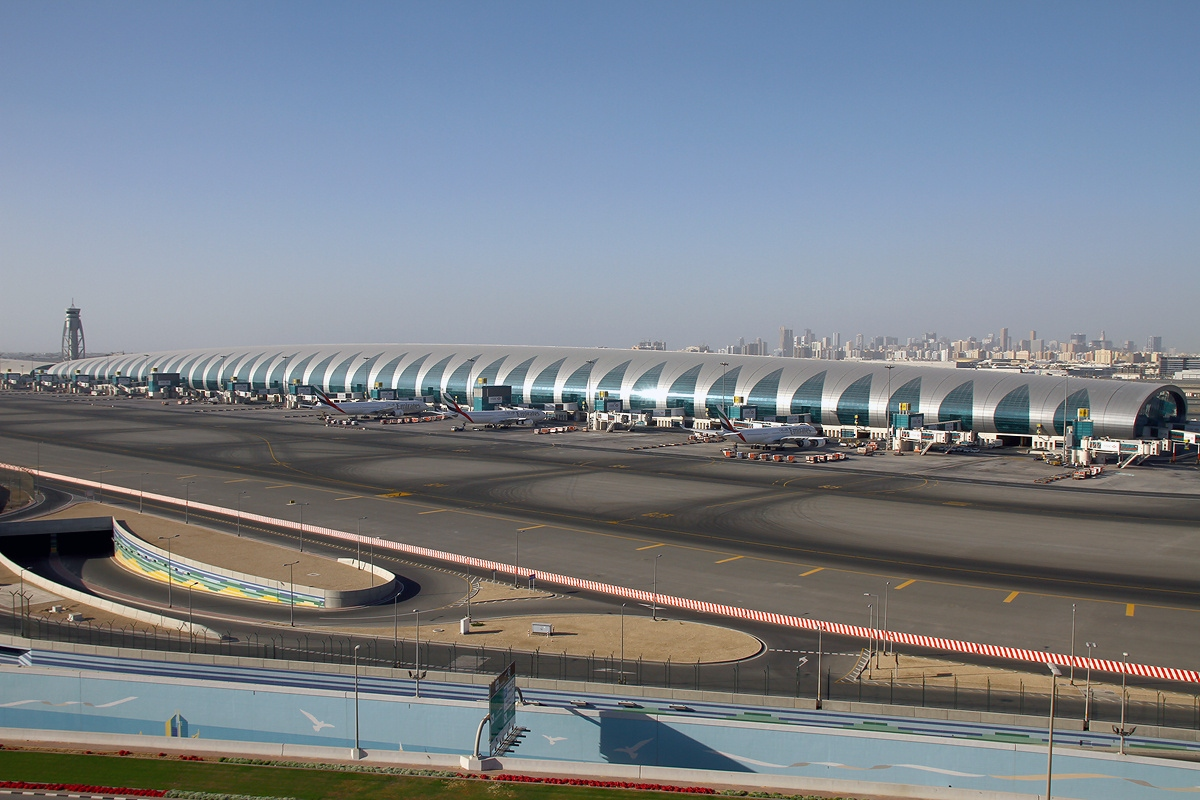

## Annexe